# Буданівський повіт
Буданівський повіт — адміністративна одиниця Чортківського округу коронного краю Королівство Галичини і Володимирії у складі Австрійської імперії.
Повіт створено в середині 1850-х років. Існував до адміністративної реформи 1867 року.
Кількість будинків — 3882 (1866)
Староста (Bezirk Vorsteher): Ян Потоцький (нім. Johann Potocki)
Громади (гміни): Білий Потік, Буданів (містечко), Бичківці, Косів, Ласківці, Ромашівка, Рудодухи, Скомороше, Скородиньці, Вербівець, Звиняч, Кульчиці, Хом'яківка.
1867 року після адміністративної реформи повіт увійшов до складу Чортківського повіту.